# Jorge Francisco Machón
Jorge Francisco Machón (Posadas, Misiones, 11 de setembre de 1935 - Jardín América, 3 de gener de 2015) va ser un destacat historiador argentí contemporani especialitzat en la història de la província de Misiones. Fou professor d'història, va ser autor de nombrosos llibres i treballs sobre història de Misiones del segle xix i segle xx.
Fou hostaler i durant 55 anys va viure a Jardín América. Va ser professor en l'Institut Superior del Professorat de la Universitat Nacional de Misiones (UNaM). Presidia, fins al moment de la seva defunció, la Junta d'Estudis Històrics, Socials i Literaris a Jardín América. Fou membre corresponent de Misiones en l'Acadèmia Nacional de la Història de la República Argentina. Té més de deu llibres publicats, a més de nombrosos treballs. Aquest professor d'història va ser diputat provincial entre 1973 i 1975, es va dedicar a la investigació històrica després de jubilar-se de la docència i va publicar diversos llibres i treballs. Fou també un important missioner en la zona.
Va exercir la docència com a professor d'història i matemàtiques. Va ser intendent i legislador provincial. Dedicat a la investigació històrica, fruit dels seus treballs són les obres: «La Federal Bandera Tricolor de Misiones» (1993); «Misiones después de Andresito» (1994); «La reducción de los Guayanás del Alto Paraná-San Francisco de Paula» (1996); «José Artigas Gobernador de Misiones» (1998) i amb la col·laboració amb Graciela Cambas: «La música Misionera, de la Colonia a la Revolución» (1998).